# Flottenarzt (Bundeswehr)
Flottenarzt (dobesedno nemško Flotni zdravnik; okrajšava: FlArzt; kratica: FLA) je specialistični častniški čin za sanitetne častnike zdravniške oz. zobozdravstene izobrazbe v Bundesmarine (v sklopu Bundeswehra). Sanitetni častniki farmacije nosijo čin Oberstapothekerja (Heer/Luftwaffe) oz. Flottenapothekerja (Bundesmarine) in veterinarji nosijo čin Oberstveterinärja (Heer); čin je enakovreden činu polkovnika in Oberstartza (Heer in Luftwaffe) in činu kapitana (Marine).
Nadrejen je činu Flottillenarzta in podrejen činu Admiralarzta. V sklopu Natovega STANAG 2116 spada v razred OF-5, medtem ko v zveznem plačilnem sistemu sodi v razred A16-B3.

## Oznaka čina
Oznaka čina je enaka oznaki čina kapitana, pri čemer imajo na vrh oznake dodane še oznake specializacije:
- zdravniki: Eskulapova palica (dvakrat ovita kača okoli palice);
- zobozdravnik: Eskulapova palica (enkrat ovita časa okoli palice).

Galerija
- Narokavna oznaka - zdravnik
- Narokavna oznaka - zobozdravnik